# Barcelona, Venezuela
För andra betydelser, se Barcelona (olika betydelser).
Barcelona är en stad i norra Venezuela, och är den administrativa huvudorten för delstaten Anzoátegui. Den grundades år 1671. Folkmängden uppgick till cirka 380 000 invånare vid folkräkningen 2011, med över 700 000 invånare i storstadsområdet (inklusive Puerto La Cruz).

## Administrativ indelning
Kommunens officiella namn är Simón Bolívar, och är indelad i sex socknar (parroquias):
- Bergantín
- Caigua
- El Carmen¹
- El Pilar
- Naricual
- San Cristóbal¹

¹ Omfattar Barcelonas centralort.

## Storstadsområde
Barcelonas storstadsområde omfattar fyra kommuner (centralort inom parentes).
- Guanta (Guanta)
- Juan Antonio Sotillo (Puerto La Cruz)
- Simón Bolívar (Barcelona)
- Turístico Diego Bautista Urbaneja (Lecherías)